# جليبينة
جليبينة هي إحدى القرى المحتلة والمدمرة التابعة لمحافظة القنيطرة في هضبة الجولان بجنوب غرب سوريا.
قرية مدمرة في الجولان السوري المحتل، تقع  على الحافة الغربية للجولان وتشرف على وادي يعرف بوادي جليبينة شمالا وعلى وادي  الأردن غربا عند النهاية الجنوبية لسهل الحولة. ووادي جليبنية يرفد نهر الأردن في  أقصى جنوب سهل الحولة يبلغ طوله 6 كلم يبدأ شمال قرية دير سراس وينتهي عند التقاءه  بنهر الأردن، ومجرى الوداي حفر في الصخور البازلتية بعمق 100 م قبل وصوله مخروط  الانصباب ثم يجري في سهل عرضه 1 كلم، تحيطه من جوانبه اشجار التين والصفصاف والقصب  والدفلة. 
تبعد القرية عن مدينة القنيطرة 24 كلم باتجاه الجنوب الغربي. بلغ عدد  سكانها حوالي 350 نسمة قبل الاحتلال الإسرائيلي للجولان،.
في القرية عدة مواقع سياحية وتاريخية أشهرها وادي جليبنية وشلالات  جليبينة، التي يبلغ ارتفاعها حوالي 40 م ويعرف بالشلال الأسود. ومسبح الجليبينة  الذي يعتبر من أشهر أربع مسابح ومنتزهات في الجولان، التي تدخلت الطبيعة والأحوال  المناخية والجيولوجية في تشكيلها وخاصة المناظر الطبيعية التي خلفتها اثار براكين  شهدتها المنطقة في العصر القديم. ومسبح الجليبنية يعرف محليا باسم بركة الضباط  السورين التي تنشر حولها اشجار الكينا الكثيفة، ووفق المصادر الإسرائيلية فان تلك  الأشجار قام بزراعتها الجاسوس الإسرائيلي ايلي كوهين الذي أعدمته السلطات السورية  في سنوات الستينيات، من اجل تحديد مواقع سورية مهمة ليقصفها الطيران الإسرائيلي. وقد  حاولت إسرائيل سرقة مياه القرية عبر قنوات تصل إلى المستعمرات الشمالية  الإسرائيلية
ومن اثار القرية التي سلمت من التدمير الإسرائيلي مطحنة قمح قديمة  كان يستخدمها سكان قرى دير سراس ودبورة وجليبينة، وتشتغل عبر قناة مياه، وهناك  بقايا حمامات كانت تستخدم للسكان للمتنزهين. واستغلت المياه أيضا لري الخضار. حيث  كان السكان يزرعون الأرض في موسمين دوارين طوال العام ففي الموسم الشتوي يزرع القمح  والشعير والبقوليات(العدس الحمص الخ..) وفي الموسم الصيفي يزرع (فستق العبيد  والذرة الصفراء والخضار على اختلاف أنواعها).
واعتاد سكان القرية في معيشتهم  أيضا على تربية الماشية، واتصلت القرية بطريق فرعية ترابية على طريق القنيطرة جسر  بنات يعقوب.
احتلت القرية من قبل القوات الإسرائيلية في تمام الساعة الثانية من  يوم الجمعة العاشر من حزيران عام 1967 عبر محور الدرباشية جليبينة حيث كانت قربها  قواعد للمدفعية السورية التي كانت تقصف المستعمرات الإسرائيلية، إضافة إلى تحصينات  سورية قاتلت بكل بسالة دون غطاء جوي أو أي دعم لوجستي سرية دبابات مدرعة من اللواء  المدرع الإسرائيلي الذي كان تحت قيادة مندلر. واستطاع الجيش الإسرائيلي فتح الطريق  العام من جسر بنات النبي يعقوب بعد سقوط القرية واحتلال عدة مواقع سورية في المحور  الأوسط من الجولان.